# Suzana Borges
Maria Suzana Martins Ferreira Borges (* 7. Juli 1956 in Lissabon) ist eine portugiesische Theater- und Filmschauspielerin.

## Leben
Sie studierte Philosophie an der Universität Lissabon, mit anschließendem post-gradualen Studium (Abschlussarbeit: A Aparência nos Cépticos Gregos e o Fenómeno em Kant, Portugiesisch für: Der Anschein bei den griechischen Skeptikern und das Phänomen bei Kant). Bereits als Studentin spielte sie Theater, angeregt durch ihren Professor und Theaterintendanten J. A. Osório Mateus, der ihr im März 1979 auch ihre erste Rolle gab, als er im Palácio Galveias Frank Wedekinds Tragédia Infantil (orig.: Frühlings Erwachen) auf die Bühne brachte.
Nach ihrem Studium wurde sie Dozentin, was ihr jedoch nicht lag. Stattdessen wandte sie sich ganz ihrer Leidenschaft, der Schauspielerei zu. Ab 1980 stand sie regelmäßig auf den Theaterbühnen vor allem in Lissabon, darunter in João Lourenços Inszenierung von Brechts Baal am Teatro da Trindade (1980). Daneben belegte sie eine Reihe Kurse, darunter bei Rudy Shelley und Lin Britt an der Bristol Old Vic, bei Markert und Eva Winkler in Berlin⁹ und bei Marcia Haufrecht am Lee Strasberg Theatre and Film Institute in New York.
Aufmerksamkeit mit ihren Darstellungen erregte sie erst in der zweiten Hälfte der 1980er Jahre, vor allem 1985 in Diogo Dórias Inszenierung von Tennessee Williams Tóquio (orig.: In the Bar of a Tokyo Hotel) in der Sociedade Nacional de Belas Artes und ganz besonders 1987 in E. A. Whiteheads Jogos na Praia, von Diogo Dória und João Canijo in der Galeria Monumental inszeniert, wofür sie den Schauspiel-Nachwuchspreis (Prémio de Actriz Revelação) des portugiesischen Kritikerverbandes (Associação Portuguesa de Críticos) bekam.
Parallel spielte sie kleinere Filmrollen in portugiesischen und internationalen Filmproduktionen. Später kamen auch Rollen in portugiesischen Fernsehserien und Telenovelas dazu, sie blieb dabei aber dem Theater stets treu. Auch im Film blieb sie aktiv, neben gelegentlichen internationalen, v. a. französischen Produktionen insbesondere in Portugiesischen Filmen, zu nennen vor allem ihre ernste Hauptrolle in João Botelhos anspruchsvoller Literaturverfilmung Quem És Tu? (2001) und ihre überzeugende Darbietung in der grotesken Komödie La Femme qui croyait être Présidente des États-Unis (2003) des gleichen Regisseurs.

## Filmografie

### Filme
- 1976: A Igreja Profanada (Kurzfilm); R: Sinde Filipe
- 1985: O Visitante (Kurzfilm); R: Ana Luísa Guimarães
- 1986: Slip-Up (Fernsehfilm); R: James Cellan Jones
- 1987: Ubac; R: Jean-Pierre Grasset
- 1987: Repórter X; R: José Nascimento
- 1987:Serenidade; R: Rosa Coutinho Cabral
- 1987: Les mendiants; R: Benoît Jacquot
- 1988: Os Emissários de Khalôm; R: António de Macedo
- 1988: Mensagem; R: Luis Vidal Lopes
- 1989: A Menina Alice e o Inspector (Fernsehfilm); R: Cecília Netto
- 1989: O Segundo Tiro (Fernsehfilm); R: Luís Couto
- 1989: Longe (Fernsehfilm); R: Cristina Hauser
- 1989: Crimes do Coração (Fernsehfilm); R: João Canijo
- 1989: Blues do FM (Fernsehfilm); R: José Gorjão Jorge
- 1990: O Processo do Rei; R: João Mário Grilo
- 1991: O Marido Ausente (Fernsehfilm); R: Herlander Peyroteo
- 1992: Zwischensaison; R: Daniel Schmid
- 1992: L'oeil qui ment, R: Raúl Ruiz
- 1992: Vertigem; R: Leandro Ferreira
- 1993: Sombras en una batalla; R: Mario Camus
- 1995: Une femme dans la tourmente (Fernsehfilm); R: Serge Moati
- 1995: Saramago: Documentos (Fernseh-Doku.); R: João Mário Grilo
- 1996: Fala Comigo Como a Chuva (Fernsehfilm); R: Oliveira e Costa
- 1998: Tráfico; R: João Botelho
- 2000: Tarde Demais; R: José Nascimento
- 2000: Amor Perdido; R: Jorge Queiroga
- 2001: Alla rivoluzione sulla due cavalli; R: Maurizio Sciarra
- 2001: Quem És Tu?; R: João Botelho
- 2002: A Falha; R: João Mário Grilo
- 2002: O Rapaz do Trapezio Voador; R: Fernando Matos Silva
- 2003: La Femme qui croyait être Présidente des États-Unis (A Mulher que Acreditava Ser Presidente Dos EUA); R: João Botelho
- 2003: Kommen und Gehen (Vai e Vem); R: João César Monteiro
- 2003: Que Horas São? (Kurzfilm); R: Patrícia Quino
- 2004: Mortelle conviction (Fernsehfilm); R: Jean-Teddy Filippe
- 2004: Lá Fora; R: Fernando Lopes
- 2004: Les jumeaux oubliés (Fernsehfilm); R: Jérôme Cornuau
- 2005: Fin de curso; R: Miguel Martí
- 2005: O Fatalista; R: João Botelho
- 2005: A Luz na Ria Formosa; R: João Botelho
- 2005: Os meus Espelhos (Kurzfilm); R: Rui Simões
- 2005: Joseph (frz. Fernsehfilm); R: Marc Angelo
- 2007: Corrupção; R: João Botelho (nicht gezeichnet)
- 2010: Alegoria dos Sentidos (Kurzfilm); R: Nelson de Castro, Wilson Pereira
- 2010: O Inimigo Sem Rosto; R: José Farinha
- 2010: Filme do Desassossego; R: João Botelho
- 2010: Eterno Erro (Kurzfilm); R: Francisca Marvão
- 2012: O Grande Kilapy; R: Zézé Gamboa
- 2013: O Amor Entre Dois Anjos (Kurzfilm); R: Henrique Bento
- 2014: I Welcome You to This House (Kurzfilm); R: Ana Pio
- 2014: Porque Um Dia Acaba (Kurzfilm); R: Luís Sérgio
- 2015: An Emotional Sherpa (Kurzfilm); R: Trygve Luktvasslimo
- 2016: Fado; R: Jonas Rothlaender
- 2016: Closer to More (Kurzfilm); R: Trygve Luktvasslimo
- 2018: Ruth; R: António Pinhão Botelho
- 2018: Imagens Proibidas; R: Hugo Diogo
- 2021: Vieirarpad (Doku., Erzählerin); R: João Mário Grilo

### Fernsehserien
- 1979: Der Graf von Monte Christo (internationaler Mehrteiler)
- 1981: Contos Fantástico (eine Folge: A Princesinha das Rosas)
- 1988: A Tribo dos Penas Brancas (Mehrteiler, zwei Folgen)
- 1988: A Mala de Cartão (Mehrteiler, die ersten zwei Folgen)
- 1989: Le triplé gagnant (frz. Serie, eine Folge: Le dernier rendez-vous du président)
- 1992: Pedra Sobre Pedra (bras.-port. Telenovela)
- 1993: A Banqueira do Povo
- 1994: Sozinhos em Casa (Folge 25, 2. Staffel)
- 1995: My Secret Summer
- 1995: Desencontros
- 1996: Les mercredis de la vie (eine Folge: Sur un air de mambo)
- 1997: Polícias (Folge 9, 2. Staffel)
- 1998: Vidas Proibidas - Ballet Rose (Mehrteiler, Folgen 3 und 10)
- 1999: Jornalistas (eine Folge: O Aurélio é um Ser Humano)
- 1999: O Fura-Vidas (eine Folge: Amor e Polyester)
- 1999–2000: Cruzamentos
- 2000: Médico de Família (zwei Folgen: Doping und Brincando aos Detectives)
- 2000: A Vida Como Ela É (eine Folge: A Fraldinha Ameaçadora)
- 2000: B.R.I.G.A.D. (frz. Serie, eine Folge: Mutinerie)
- 2000–2001: Querido Professor (vier Folgen)
- 2000–2001: Jardins Proibidos
- 2001: Segredo de Justiça (Folge 8, 1. Staffel)
- 2001: O Espírito da Lei
- 2002: Super Pai (eine Folge: Super Pai Coruja)
- 2002–2003:O Olhar da Serpente
- 2003: Crimes en série (frz. Serie, eine Folge: Asphalte Rouge)
- 2004: Uma Aventura (zwei Folgen: Uma Aventura nas Férias Grandes und Uma Aventura na Noite das Bruxas)
- 2004: Inspector Max (eine Folge: A Lenda dos Santiagos )
- 2005: Ninguém Como Tu
- 2006: 7 Vidas  (eine Folge: Estamos Ricos!)
- 2007: Jura (Folgen 82, 84, 82 und 100)
- 2008: O Dia do Regicídio
- 2008–2009: Vila Faia (Telenovela)
- 2008–2011: Conta-me Como Foi (sechs Folgen)
- 2009: Deixa Que Te Leve
- 2009–2011: Liberdade 21 (Folge 11, 1. Staffel und Folge 11, 2. Staffel)
- 2012: Pai à Força (Folgen 32, 35 und 40, 3. Staffel)
- 2012: Louco Amor (Telenovela)
- 2014: Bem-Vindos a Beirais (eine Folge: A Família Bettencourt)
- 2016–2017: A Única Mulher
- 2019: Ruth: A Pérola do Índico (Mehrteiler, Folge 2)